# Кологривый, Никита Сергеевич
Ники́та Серге́евич Кологри́вый (род. 16 октября 1994, Новосибирск) — российский актёр театра и кино. Известен по ролям в трилогии об Остапе Бендере режиссёра Игоря Зайцева, Левиса в сериале «Оффлайн», Геры в сериале «Два холма», Емели в фильме «По щучьему велению» и Кащея в сериале «Слово пацана. Кровь на асфальте». 

## Биография
Родился 16 октября 1994 года в Новосибирске. В школу пошёл в Белой Церкви, где проучился вплоть до 7-го класса. В юношестве занимался боксом и планировал поступать в педагогический университет на тренера, но поступил в Новосибирский театральный институт. После окончания второго курса отправился в Москву, где поступил в ГИТИС на курс театральных режиссёров Сергея Голомазова и Павла Хомского. С отличием окончил вуз в 2018 году.
В 2015 году во время учёбы дебютировал на сцене Московского Губернского театра в роли Бена Ганна и Дика Джонсона в спектакле «Остров сокровищ», поставленного при содействии Фонда поддержки и развития социокультурных проектов Сергея Безрукова.
В 2023 году выступил креативным продюсером сериала «Макс и Гусь», в котором также сыграл главную роль. Сериал был снят Денисом Павловым и написан Вадимом Валиуллиным.

## Личная жизнь
Во время учёбы в ГИТИСе познакомился с актрисой Александриной Питиримовой, на которой женился в 2020 году. В мае 2021 года у пары родилась дочь Есения. В 2023 году их брак был расторгнут.

## Взгляды и высказывания
В феврале 2023 года, на фоне вторжения России на Украину, выступил с критикой актёров, уехавших из России из-за санкций. В 2023 году поддержал вторжение России на Украину, записав видеообращение к российским военным-участникам вторжения, сказав: «мы [актёры] благодарны за то, что мы можем в безопасности заниматься нашим творчеством, нашей профессией, а эту безопасность обеспечиваете нам вы на передке», «большое спасибо, что вы там занимаете наши места». В январе 2024 года стало известно, что Кологривый внесён в украинскую базу «Миротворец» в связи с «публичной поддержкой российской агрессии» и «сознательным нарушением границы Украины» (актёр участвовал в съёмках сериала «Чёрная весна» на территории аннексированного Крыма).
Оценивая свои профессиональные способности, актёр сказал, что «своими ролями уже может бодаться с каждым артистом в стране» и не видит для себя «достойных конкурентов» в российской киноиндустрии. В интервью в феврале 2023 года Кологривый сказал, что не считает, что Иннокентий Смоктуновский лучше, чем он, как актёр, а также что Смоктуновский и Александр Абдулов не нравятся ему как актёры. По словам Кологривого, он хотел бы повторить творческий путь актёров Александра Петрова и Данилы Козловского. Актёр рассказал о своём желании работать в Голливуде, где, по его словам, он бы «уничтожил всех».
Кологривый носит кулон с символом «коловрат» (на фото Кологривого с кулоном обратили внимание журналист Олег Кашин и интернет-портал «The Flow»).

## Инциденты
В ночь с 18 на 19 марта 2024 года в баре Новосибирска, находясь в состоянии алкогольного опьянения, Кологривый начал склонять к близости сотрудницу бара, а получив отказ — укусил её за ногу. После этого Кологривый нанёс удары двум мужчинам-сотрудникам бара, которые вступились за женщину. 21 марта суд в Новосибирске признал Кологривого виновным в мелком хулиганстве и назначил ему 7 суток административного ареста с содержанием в спецприёмнике. Прокуратура обжаловала постановление, посчитав его слишком мягким, но суд оставил наказание без изменения.

## Творчество

### Роли в театре
Московский Губернский театр
- «Остров сокровищ» Р. Л. Стивенсона — Бен Ганн и Дик Джонсон
- «Вишнёвый сад» А. П. Чехова
- «Книга джунглей. Маугли» Р. Киплинга
- «Алиса в Стране чудес» Л. Кэрролла (реж. С. Безруков) — Чеширский кот
- «Веселый солдат» В. Астафьева (реж. С. Безруков) — Витя
- «Увертюра для театра с оркестром»

Театр на Бронной
- «Тиль» Г. Горина (по мотивам романа Шарля де Костера «Легенда об Уленшпигеле») — Тиль
- «Тайна старого шкафа» А. Шаврина по мотивам книги К. С. Льюиса «Лев, колдунья и платяной шкаф» (реж. А. Фроленков) — Эдмунд
- «Принц Каспиан» К. С. Льюиса (реж. С. Посельский) — Эдмунд

Театр наций
- «Моими глазами» (реж. Д. Сердюк)

Московский драматический театр имени Н. В. Гоголя
- «Мещане. Попытка прочтения» по пьесе М. Горького (реж. С. Голомазов) — Перчихин[28][29][30]

Антреприза
- «Маяковский. Я сам» (реж. С. Шомин) — Владимир Маяковский

### Фильмография
| Год       |   | Название                             | Роль                                |
| --------- | - | ------------------------------------ | ----------------------------------- |
| 2016      | с | Адвокат. Продолжение                 | Вова, качок                         |
| 2017      | ф | Жги!                                 | Жлоб                                |
| 2018—2021 | с | Зёма                                 | Макс                                |
| 2018      | с | Крепость Бадабер                     | Окул                                |
| 2019      | с | Тобол                                | Кирьянка                            |
| 2019      | ф | Балканский рубеж                     | Киря                                |
| 2019—2021 | с | В клетке                             | Женя Евдокимов                      |
| 2019      | ф | Высота 220                           | Имя персонажа не указано            |
| 2020      | ф | Розовое или колокольчик              | гопник                              |
| 2020      | с | Проект «Анна Николаевна»             | Легашов                             |
| 2020      | ф | Настоящее будущее                    | Нечаев                              |
| 2020      | с | Игра на выживание                    | Заточка                             |
| 2020      | ф | Чистая                               | Имя персонажа не указано            |
| 2020      | ф | Русский рейд                         | Быстрый                             |
| 2020      | с | Шерлок в России                      | Хромой                              |
| 2020      | ф | Подольские курсанты                  | Уфимцев                             |
| 2020—2021 | с | Чикатило                             | Шеин                                |
| 2020      | с | Фантом                               | Артём                               |
| 2020—2021 | с | Пассажиры                            | Евгений                             |
| 2021      | с | Полёт                                | Крепыш                              |
| 2021      | ф | Зоя                                  | Клубков                             |
| 2021      | ф | Майор Гром: Чумной Доктор            | псих                                |
| 2021—2022 | с | Секреты семейной жизни               | Стас                                |
| 2021      | ф | Девятаев                             | Рябой                               |
| 2021      | с | Пищеблок                             | Димон Малосолов, матрос             |
| 2021      | с | Регби                                | Илья                                |
| 2021      | ф | Бендер: Начало                       | Мишка Япончик                       |
| 2021      | ф | Бендер: Золото империи               | Мишка Япончик                       |
| 2021      | с | Вертинский                           | Вацек                               |
| 2021      | с | Экипаж 314                           | Евланов                             |
| 2021      | ф | Зёма 3. Новогодний замес             | Макс                                |
| 2022      | с | Пассажиры. Последняя любовь на Земле | Евгений                             |
| 2022      | с | Начальник разведки                   | Лягин                               |
| 2022      | с | Нереалити                            | Лёха                                |
| 2022      | ф | Первый Оскар                         | Бударин                             |
| 2022      | ф | Отчаянные дольщики                   | Ден                                 |
| 2022—2023 | с | Оффлайн                              | Левис                               |
| 2022—2023 | с | Два холма                            | Гера                                |
| 2022      | ф | Своя война. Шторм в пустыне          | Сергей Артист                       |
| 2022      | ф | Два холма. Фильм                     | Гера                                |
| 2022      | с | Жиза                                 | Влад                                |
| 2022—2023 | с | Жизнь по вызову                      | Антон                               |
| 2022      | ф | Волшебники                           | Хулиган                             |
| 2022      | с | Чёрная весна                         | Гена                                |
| 2023      | с | Макс и Гусь                          | Макс                                |
| 2023      | с | Лихорадка                            | Родион                              |
| 2023      | ф | Иван Семёнов: Большой поход          | браконьер                           |
| 2023      | ф | По щучьему велению                   | Емеля                               |
| 2023      | с | Секс. До и после                     | Никита                              |
| 2023      | с | Слово пацана. Кровь на асфальте      | Кащей                               |
| 2023      | с | Волшебный участок                    | молодой ворон                       |
| 2023      | ф | Иван Васильевич меняет всё           | Людовик XVI                         |
| 2024      | ф | Я — медведь                          | Александр Ковалёв, хоккеист         |
| 2024      | с | Чистые                               | Бандит Клоп                         |
| 2024      | ф | Подростки. Первая любовь             | Лёша, сожитель матери Олега         |
| 2024      | ф | Затерянные                           | Сергей                              |
| 2024      | с | Комбинация                           | Александр Шишинин                   |
| 2024      | ф | Любовь зла                           | Максим                              |
| 2024      | с | Последний богатырь. Наследие         | Мико / Жико                         |
| 2024      | ф | Кореша                               | Макс                                |
| 2024      | ф | Возвращение попугая Кеши             | Митяй                               |
| 2024      | ф | Небриллиантовая рука                 | Агент 006                           |
| 2025      | ф | Царевна-лягушка                      | Кащей                               |
| 2025      | ф | Сокровища гномов                     | Рома                                |
| 2025      | с | Скрытые мотивы                       | Миша Кобрин                         |
| 2025      | ф | Арлан. Решающий раунд                | Никита Адай                         |
| 2025      | с | Театральная зона                     | Рома                                |
| 2025      | ф | Беги                                 | Саша                                |
| 2025      | ф | Тимур и его команда                  | Костя, брат Жени                    |
| 2025      | ф | Семейный призрак                     | Серега                              |
| 2025      | ф | Август                               | Евгений Таманцев, старший лейтенант |
| 2025      | с | Айда!                                | Имя персонажа не указано            |
| 2025      | с | Потехе час                           | Анатолий Потехин / Алёша Потехин    |
| 2025      | с | Метод 3                              | Зверь                               |
| 2025      | ф | Красный призрак 1812                 | Денис Давыдов                       |
| 2025      | ф | Степные боги                         | Митька                              |
| 2025      | ф | Беги                                 | Имя персонажа не указано            |

### Озвучивание и дубляж
| Год  |    | Название                 | Роль     |
| ---- | -- | ------------------------ | -------- |
| 2022 | мф | Кощей. Похититель невест | Петрушка |
| 2024 | мф | Кот и пёс                | пёс Чичи |

## Награды и номинации
- 2022 — лауреат премии «Событие года» журнала «КиноРепортер» в номинации «Открытие года»[31].
- 2023 — номинант на премию Художественного театра в номинации «Кино»[32].
- 2024 — IX OK! Awards «Больше чем звёзды» (2024) — Приз в номинации «Главный герой. Сериалы. Актёр» за роль в сериале «Комбинация»[33][34].